# Derbi castellano y leonés
La expresión derbi castellano y leonés se refiere a los partidos que juegan entre ellos dos equipos de fútbol de Castilla y León.
Circunscribiéndose a la Primera División Española, el derbi más repetido es el disputado entre el Real Valladolid y la desaparecida Unión Deportiva Salamanca, un total de 12 partidos. Seguido por el disputado entre la U.D. Salamanca y el también desaparecido y luego refundado Burgos C.F., con 8 partidos. El Real Valladolid-CD Numancia se ha jugado 6 veces, el Real Valladolid-Real Burgos (también desaparecido), 4 veces, y por último, Real Valladolid y Cultural Leonesa se han visto las caras en 2 ocasiones en Primera División.

## Real Valladolid C. F. vs U. D. Salamanca
La primera y la tercera ciudades más pobladas de Castilla y León están separadas por 115 km. y la rivalidad futbolística está encabezada por los dos principales equipos de fútbol de ambas ciudades.
La rivalidad viene de mucho tiempo atrás, buena muestra es esta crónica  de un partido de 1940 en donde se califica como "eterna rivalidad" la del Real Valladolid y U.D. Salamanca. Ambos equipos se enfrentaron en numerosas ocasiones en Segunda División, la Copa del Rey y otras competiciones. En los años 80 la rivalidad se intensificó, cuando ambos clubes se consolidaron en Primera División.
En Primera División se han disputado seis derbis (doce partidos) en los estadios pertenecientes a ambos equipos:

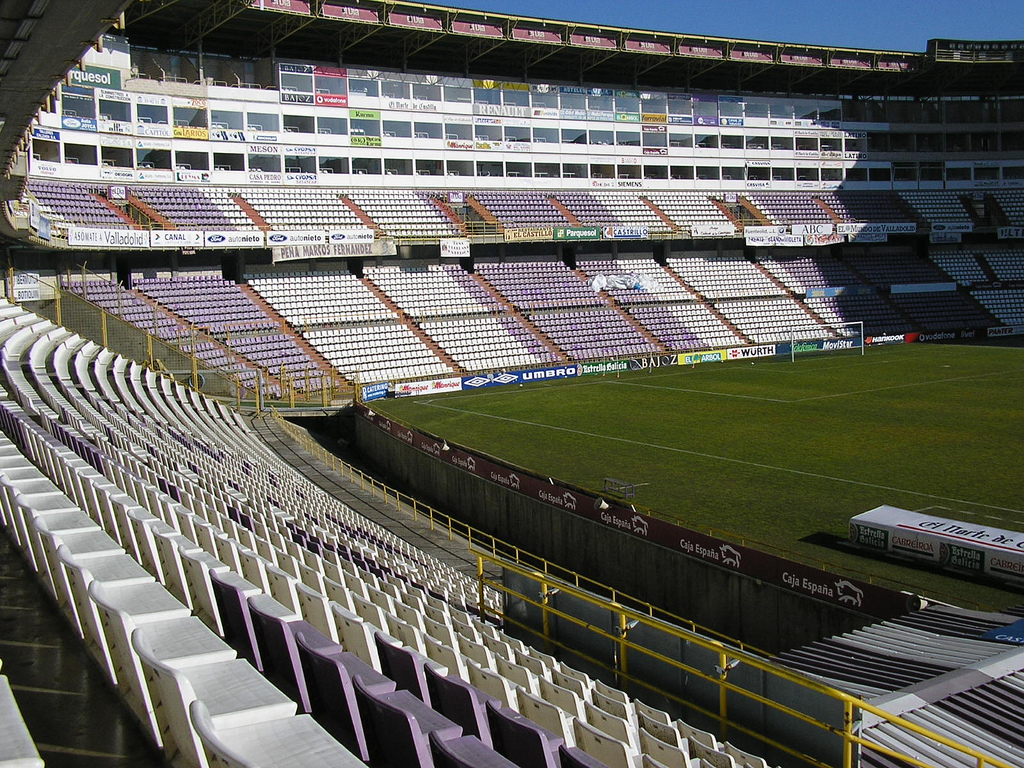
Estadio José Zorrilla de Valladolid
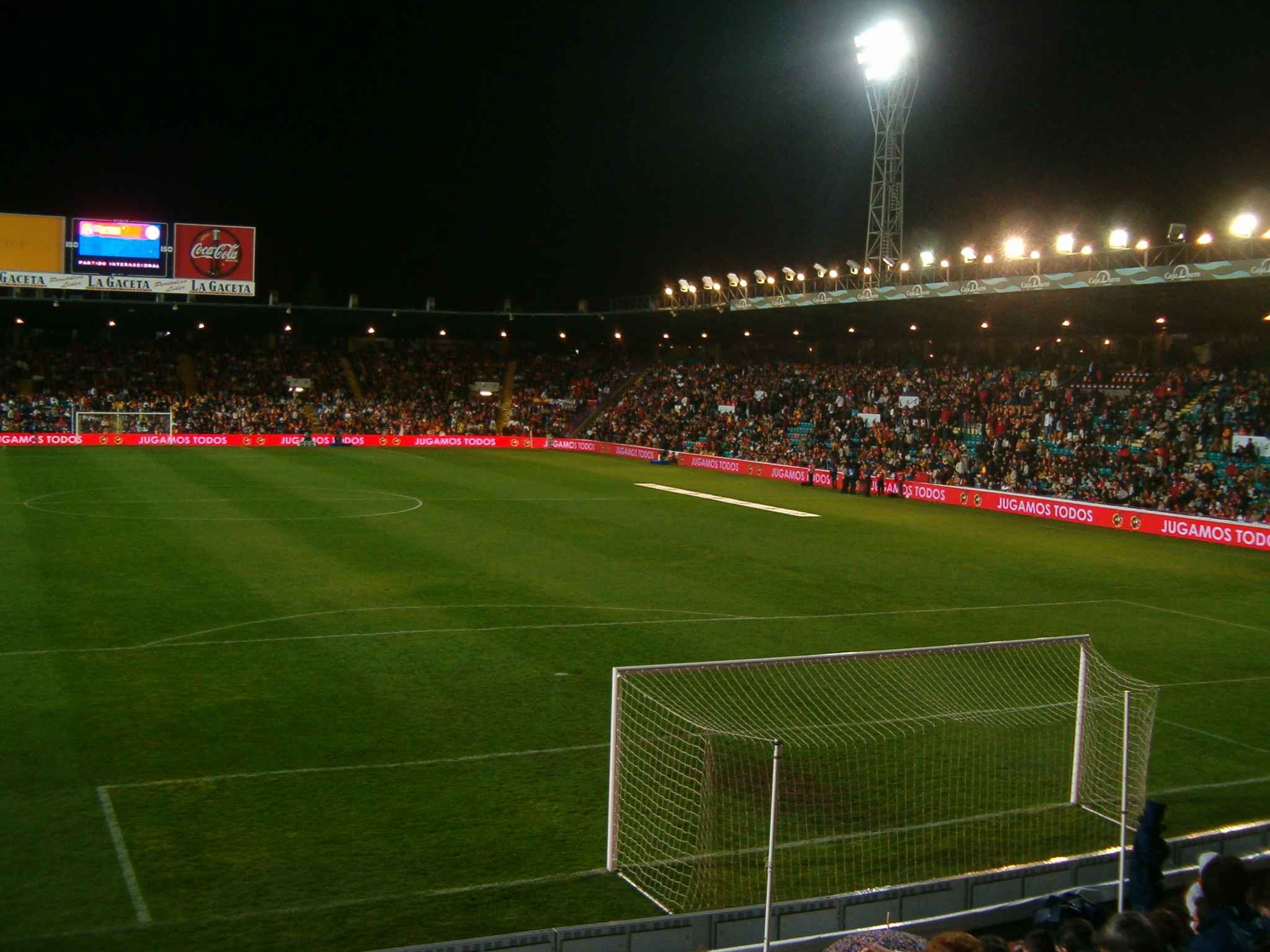
Estadio Helmántico de Salamanca

Aunque se disputaron partidos en estadios anteriores de ambos clubes, como el Campo de la Sociedad Taurina, el Viejo Estadio José Zorrilla, o El Calvario.

### Comparativa histórica de ambos clubes
| Hecho                                                                                             | Real Valladolid C. F.           | U. D. Salamanca          |
| ------------------------------------------------------------------------------------------------- | ------------------------------- | ------------------------ |
| Año de Fundación                                                                                  | 1928                            | 1923                     |
| Temporadas en Primera División (actualizado hasta la temporada 2023-24)                           | 47                              | 12                       |
| Puesto en la clasificación histórica de Primera División (actualizado hasta la temporada 2023-24) | 13.º                            | 33.º                     |
| Puesto más alto en Primera División                                                               | 4º en 1962/63                   | 7º en 1974/75            |
| Primera temporada en Primera División                                                             | 1948/49                         | 1974/75                  |
| Participaciones europeas                                                                          | 3                               | 0                        |
| Trofeos Pichichi                                                                                  | 2, de Badenes y Da Silva        | 0                        |
| Trofeos Zamora                                                                                    | 0                               | 2, de Jorge D'Alessandro |
| Mejor participación en la Copa del Rey                                                            | Subcampeón en 1949/50 y 1988/89 | Semifinalista en 1976/77 |
| Temporadas en Segunda División                                                                    | 38                              | 34                       |
| Temporadas en Segunda División B                                                                  | 0                               | 9                        |
| Temporadas en Tercera División                                                                    | 9                               | 19                       |
| Temporadas en Copa del Rey (actualizado hasta la temporada 2023-24)                               | 88                              | 56                       |
| Récord histórico de socios en una temporada                                                       | 24.000 en 2024-25               | 13.550 en 1995-96        |
| Capacidad del estadio                                                                             | 27.618                          | 17.600                   |

### Comparativa de títulos
| Competición                        | Real Valladolid C. F. | U. D. Salamanca |  |
| ---------------------------------- | --------------------- | --------------- |  |
| Liga Española                      | 0                     | 0               |  |
| Segunda División                   | 3                     | 0               |  |
| Segunda División B                 | 0                     | 4               |  |
| Tercera División                   | 4                     | 8               |  |
| Copa del Rey                       | 0                     | 0               |  |
| Copa de la Liga                    | 1                     | 0               |  |
| Campeonatos regionales (1928-1940) | 1                     | 1               |  |
| Trofeo Castilla y León (1985)      | 1                     | 0               |  |
| Copa Castilla y León (2009-2014)   | 0                     | 1               |  |

### Historial enPrimera División

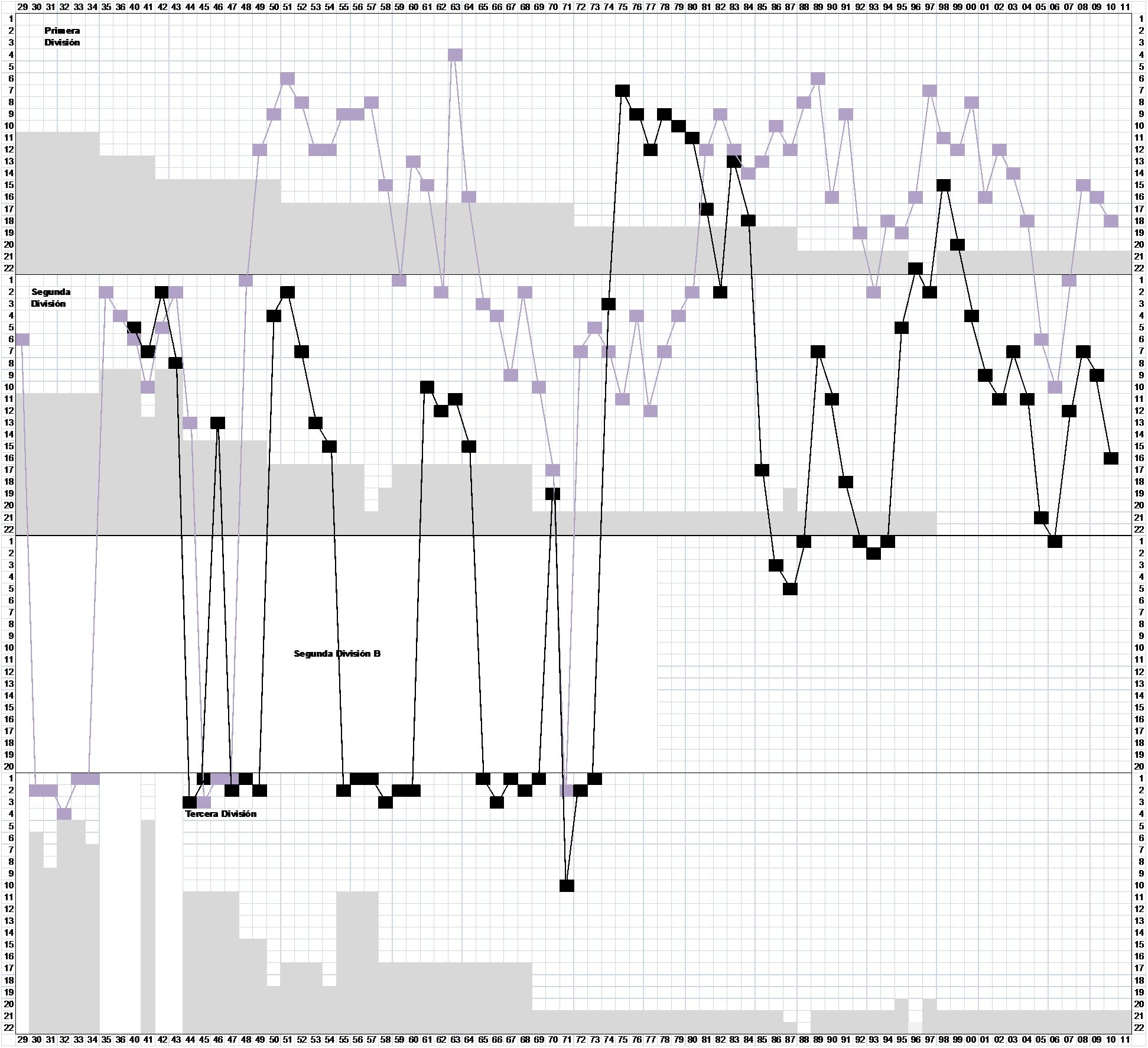
Evolución histórica entre ambos clubes

#### Estadísticas
- Primer encuentro: 1980-81
- Último encuentro: 1998-99
- Total de partidos: 12
- Victorias del Real Valladolid: 5
- Empates: 2
- Victorias del U. D. Salamanca: 5
- Goles del Real Valladolid: 18
- Goles del U. D. Salamanca: 11
- Máxima goleada del Real Valladolid en casa: 4-1 (1998-99)
- Máxima goleada del U. D. Salamanca fuera: 1-2 (1997-98)
- Máxima goleada del Real Valladolid fuera: 2-2 (1983-84)
- Máxima goleada del U. D. Salamanca en casa: 2-1 (1980-81)
- Empate con más goles en Valladolid: Sin empates
- Empate con más goles en Salamanca: 2-2 (1983-84)
- Máximos goleadores del Real Valladolid: Alberto, Minguela, Pato Yáñez y Jorge (2).
- Máximos goleadores del U. D. Salamanca: Everton Giovanella (2).

#### Tabla de partidos
| Temp.   | Jor. | Equipo local    | # | # | Equipo visitante |
| ------- | ---- | --------------- | - | - | ---------------- |
| 1980-81 | 15   | U. D. Salamanca | 2 | 1 | Real Valladolid  |
| 1980-81 | 32   | Real Valladolid | 3 | 0 | U. D. Salamanca  |
| 1982-83 | 15   | U. D. Salamanca | 1 | 0 | Real Valladolid  |
| 1982-83 | 32   | Real Valladolid | 3 | 0 | U. D. Salamanca  |
| 1983-84 | 6    | U. D. Salamanca | 2 | 2 | Real Valladolid  |
| 1983-84 | 23   | Real Valladolid | 3 | 1 | U. D. Salamanca  |
| 1995-96 | 4    | U. D. Salamanca | 0 | 0 | Real Valladolid  |
| 1995-96 | 25   | Real Valladolid | 1 | 0 | U. D. Salamanca  |
| 1997-98 | 3    | Real Valladolid | 1 | 2 | U. D. Salamanca  |
| 1997-98 | 22   | U. D. Salamanca | 1 | 0 | Real Valladolid  |
| 1998-99 | 5    | U. D. Salamanca | 1 | 0 | Real Valladolid  |
| 1998-99 | 24   | Real Valladolid | 4 | 1 | U. D. Salamanca  |

### Historial enSegunda División

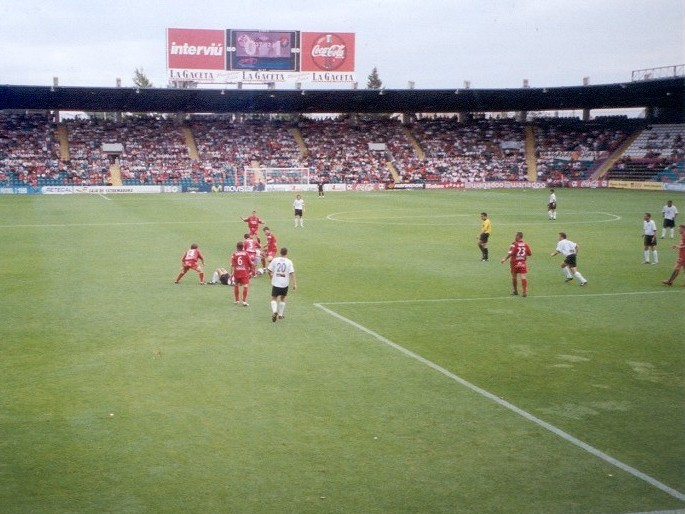
Partido entre la U.D.Salamanca y el Real Valladolid correspondiente a la temporada 2004-05

#### Estadísticas
- Primer encuentro: 1939-40
- Último encuentro: 2010-11
- Total de partidos: 20
- Victorias del Real Valladolid: 9
- Empates: 3
- Victorias del U. D. Salamanca: 8
- Goles del Real Valladolid: 39
- Goles del U. D. Salamanca: 41
- Máxima goleada del Real Valladolid en casa: 5-0 (1939-40)
- Máxima goleada del U. D. Salamanca fuera: 1-3 (1941-42)
- Máxima goleada del Real Valladolid fuera: 0-5 (2010-11)
- Máxima goleada del U. D. Salamanca en casa: 8-1 (1939-40)
- Empate con más goles en Valladolid: 2-2 (1973-74)
- Empate con más goles en Salamanca: 1-1 ( 2006-07)

#### Tabla de partidos
| Temp.   | Jor. | Equipo local    | # | # | Equipo visitante |
| ------- | ---- | --------------- | - | - | ---------------- |
| 1939-40 | 1    | Real Valladolid | 5 | 0 | U. D. Salamanca  |
| 1939-40 | 8    | U. D. Salamanca | 8 | 1 | Real Valladolid  |
| 1940-41 | 2    | U. D. Salamanca | 6 | 1 | Real Valladolid  |
| 1940-41 | 13   | Real Valladolid | 0 | 1 | U. D. Salamanca  |
| 1941-42 | 1    | U. D. Salamanca | 4 | 3 | Real Valladolid  |
| 1941-42 | 8    | Real Valladolid | 1 | 3 | U. D. Salamanca  |
| 1942-43 | 4    | U. D. Salamanca | 1 | 2 | Real Valladolid  |
| 1942-43 | 11   | Real Valladolid | 2 | 1 | U. D. Salamanca  |
| 1961-62 | 15   | U. D. Salamanca | 3 | 0 | Real Valladolid  |
| 1961-62 | 40   | Real Valladolid | 4 | 2 | U. D. Salamanca  |
| 1969-70 | 15   | Real Valladolid | 3 | 1 | U. D. Salamanca  |
| 1969-70 | 34   | U. D. Salamanca | 2 | 1 | Real Valladolid  |
| 1973-74 | 6    | U. D. Salamanca | 0 | 0 | Real Valladolid  |
| 1973-74 | 24   | Real Valladolid | 2 | 2 | U. D. Salamanca  |
| 2004-05 | 18   | Real Valladolid | 3 | 2 | U. D. Salamanca  |
| 2004-05 | 39   | U. D. Salamanca | 1 | 2 | Real Valladolid  |
| 2006-07 | 6    | Real Valladolid | 2 | 3 | U. D. Salamanca  |
| 2006-07 | 27   | U. D. Salamanca | 1 | 1 | Real Valladolid  |
| 2010-11 | 10   | Real Valladolid | 1 | 0 | U. D. Salamanca  |
| 2010-11 | 31   | U. D. Salamanca | 0 | 5 | Real Valladolid  |

### Historial enTercera División

#### Estadísticas
- Primer encuentro: 1944-45
- Último encuentro: 1970-71
- Total de partidos: 10
- Victorias del Real Valladolid: 6
- Empates: 3
- Victorias del U. D. Salamanca: 1
- Goles del Real Valladolid: 19
- Goles del U. D. Salamanca: 12
- Máxima goleada del Real Valladolid en casa: 4-1 (1946-47)
- Máxima goleada del U. D. Salamanca fuera: 1-1 (1946-47)
- Máxima goleada del Real Valladolid fuera: 2-3 (1946-47)
- Máxima goleada del U. D. Salamanca en casa: 4-0 (1944-45)
- Empate con más goles en Valladolid: 1-1 (1946-47)
- Empate con más goles en Salamanca: 2-2 (1946-47)

Debido al sistema de competición, en la temporada 1946-47 jugaron en total 6 partidos.

#### Tabla de partidos
| Temp.   | Jor. | Equipo local    | # | # | Equipo visitante |
| ------- | ---- | --------------- | - | - | ---------------- |
| 1944-45 | 6    | U. D. Salamanca | 4 | 0 | Real Valladolid  |
| 1944-45 | 15   | Real Valladolid | 2 | 0 | U. D. Salamanca  |
| 1946-47 | 2    | U. D. Salamanca | 2 | 3 | Real Valladolid  |
| 1946-47 | 11   | Real Valladolid | 1 | 1 | U. D. Salamanca  |
| 1946-47 | 1    | U. D. Salamanca | 2 | 2 | Real Valladolid  |
| 1946-47 | 8    | Real Valladolid | 2 | 0 | U. D. Salamanca  |
| 1946-47 | 4    | Real Valladolid | 4 | 1 | U. D. Salamanca  |
| 1946-47 | 9    | U. D. Salamanca | 1 | 2 | Real Valladolid  |
| 1970-71 | 6    | U. D. Salamanca | 0 | 0 | Real Valladolid  |
| 1970-71 | 25   | Real Valladolid | 3 | 1 | U. D. Salamanca  |

### Historial enCopa del Rey

#### Estadísticas
- Primer encuentro: 1935-36
- Último encuentro: 1984-85
- Total de partidos: 6
- Victorias del Real Valladolid: 4
- Empates: 1
- Victorias del Salamanca: 1
- Goles del Real Valladolid: 12
- Goles del Salamanca: 7
- Eliminatorias ganadas por el Real Valladolid: 2
- Eliminatorias ganadas por el Salamanca: 0
- Máxima goleada del Real Valladolid en casa: 2-1 (1935-36 y 1940-41)
- Máxima goleada del U. D. Salamanca fuera: 1-1 (1984-85)
- Máxima goleada del Real Valladolid fuera: 1-3 (1984-85)
- Máxima goleada del U. D. Salamanca en casa: 2-1 (1935-36)
- Empate con más goles en Valladolid: 1-1 (1984-85)
- Empate con más goles en Salamanca: Sin empates

En el campeonato 1935-36, se enfrentaron bajo el sistema de liguilla

#### Tabla de partidos
| Temp.   | Ronda    | Equipo local    | # | # | Equipo visitante |
| ------- | -------- | --------------- | - | - | ---------------- |
| 1935-36 | Liguilla | Real Valladolid | 2 | 1 | U. D. Salamanca  |
| 1935-36 | Liguilla | U. D. Salamanca | 2 | 1 | Real Valladolid  |
| 1940-41 | 1/64     | U. D. Salamanca | 1 | 3 | Real Valladolid  |
| 1940-41 | 1/64     | Real Valladolid | 2 | 1 | U. D. Salamanca  |
| 1984-85 | 1/64     | Real Valladolid | 1 | 1 | U. D. Salamanca  |
| 1984-85 | 1/64     | U. D. Salamanca | 1 | 3 | Real Valladolid  |

### Historial enCampeonatos regionales (1928-1940)
En los campeonatos 1928-29, 1929-30 y 1939-40, se enfrentaron bajo el sistema de liguilla.
La liguilla de 1939-40 se disputó dentro del Campeonato Regional centro.

#### Estadísticas
- Primer encuentro: 1928-29
- Último encuentro: 1939-40
- Total de partidos: 5
- Victorias del Real Valladolid: 4
- Empates: 0
- Victorias del Salamanca: 1
- Goles del Real Valladolid: 33
- Goles del Salamanca: 1
- Máxima goleada del Real Valladolid en casa: 12-0 (1928-29)
- Máxima goleada del U. D. Salamanca fuera: Sólo derrotas
- Máxima goleada del Real Valladolid fuera: 0-8 (1928-29)
- Máxima goleada del U. D. Salamanca en casa: 1-0 (1939-40)

#### Tabla de partidos
| Temp.   | Ronda    | Equipo local    | #  | # | Equipo visitante |
| ------- | -------- | --------------- | -- | - | ---------------- |
| 1928-29 | Liguilla | U. D. Salamanca | 0  | 8 | Real Valladolid  |
| 1928-29 | Liguilla | Real Valladolid | 12 | 0 | U. D. Salamanca  |
| 1929-30 | Liguilla | Real Valladolid | 11 | 0 | U. D. Salamanca  |
| 1939-40 | Liguilla | U. D. Salamanca | 1  | 0 | Real Valladolid  |
| 1939-40 | Liguilla | Real Valladolid | 2  | 0 | U. D. Salamanca  |

### Historial enTrofeo Castilla y León (1985)

#### Estadísticas
- Primer encuentro: 1985-86
- Último encuentro: 1985-86
- Total de partidos: 1
- Victorias del Real Valladolid: 1
- Empates: 0
- Victorias del Salamanca: 0
- Goles del Real Valladolid: 4
- Goles de la U. D. Salamanca: 1
- Eliminatorias ganadas por el Real Valladolid: 1
- Eliminatorias ganadas por la U. D. Salamanca: 0
- Máxima goleada del Real Valladolid en casa: 4-1 (1985-86)

#### Tabla de partidos
| Temp.   | Ronda | Equipo local    | # | # | Equipo visitante |
| ------- | ----- | --------------- | - | - | ---------------- |
| 1985-86 | Final | Real Valladolid | 4 | 1 | U. D. Salamanca  |

### Historial enCopa de Castilla y León

#### Estadísticas
- Primer encuentro: 2009-10
- Último encuentro: 2012-13
- Total de partidos: 2
- Victorias del Real Valladolid: 0
- Empates: 1
- Victorias de la U. D. Salamanca: 1
- Goles del Real Valladolid: 2
- Goles de la U. D. Salamanca: 3
- Eliminatorias ganadas por el Real Valladolid: 1
- Eliminatorias ganadas por la U. D. Salamanca: 1
- Máxima goleada del Real Valladolid fuera: 1-1 (2012-13)
- Máxima goleada de la U. D. Salamanca en casa: 2-1 (2009-10)

#### Tabla de partidos
| Temp.   | Ronda            | Equipo local    | #    | #    | Equipo visitante |
| ------- | ---------------- | --------------- | ---- | ---- | ---------------- |
| 2009-10 | Final            | U. D. Salamanca | 2    | 1    | Real Valladolid  |
| 2012-13 | Cuartos de final | U. D. Salamanca | 1(4) | 1(5) | Real Valladolid  |